# Voit Automotive
Die Voit Automotive GmbH (Eigenschreibweise: VOIT Automotive GmbH) ist ein in St. Ingbert ansässiger Automobilzulieferer. Am Hauptstandort St. Ingbert beschäftigt der Unternehmensverbund ca. 1.000, weltweit an 4 Produktionsstandorten über 2.000 Mitarbeiter. Zum Unternehmensverbund gehört neben der Muttergesellschaft der Standort VOIT Polska.

## Geschichte
Das Unternehmen wurde am 20. Dezember 1947 von Willy Voit als Stanz- und Prägewerkstatt gegründet und stellte Kleinteile wie Schuheisen, Tankdeckel, Zubehörteile für Aktenordner und Spardosen her. Erst 1959 wurde man Automobilzulieferer. Erstes Produkt war eine Gelenkstütze für Wischeranlagen von Bosch. Seitdem wurde die Produktpalette kontinuierlich erweitert. So wurde 1968 erstmals eine Kunststoff-Beschichtungsanlage eingesetzt und 1981 eine Kaltkammer-Druckgussmaschine.
Gründer Willy Voit wurde 1990 mit dem Bundesverdienstkreuz am Bande ausgezeichnet. Im gleichen Jahr stirbt er. In St. Ingbert wurde eine Straße nach ihm benannt.
1995 beginnt eine Zusammenarbeit mit ZF, für die das Unternehmen Getriebeteile herstellt. 1997 wurde Voit Automotive Marktführer für Scheibenwischerteile.
1998 wurden Voit Holding und Voit France gegründet, im folgenden Jahr Voit México. 2004 gründete man Voit-Tec. Im Jahr 2005 wurde ein neues Logistikzentrum in Betrieb genomen. 2013 wurde die Bieg Invest neue Konzernmutter, die zuvor schon 2008 an der Gründung der BTI Bearbeitungstechnologie beteiligt war. Am 1. Januar 2015 wurde Voit zu Voit Automotive und eröffnete ein Großpressenzentrum.
Neu im VOIT Unternehmensverbund ist seit 1. Januar 2017 die französische Fonderie Lorraine S.A.S, ein Joint Venture der ZF Friedrichshafen AG und VOIT Automotive GmbH unter Mehrheitsbeteiligung und Technologieführerschaft der VOIT Automotive.
Nach gescheiterten Übernahmeverhandlungen mit dem chinesischen Unternehmen Chongqing Millison Technologies, das Voit vollständig aufkaufen sollte, meldete Voit im Januar 2025 Insolvenz an.
| Jahresfehlbetrag |   |                |
| 2020             | € | -13.687.716,24 |
| 2019             | € | -8.994.701,95  |
| 2018             | € | -3.333.098,58  |

## Produkte
Das Technologieunternehmen fertigt Komponenten für Antriebstechnik und Assistenzsysteme im Aluminiumdruckguss und verschiedenen Verfahren der Umformtechnik mit fertig bearbeiteten Funktionsflächen und Fertiggusstechnik sowie Module und Komponenten in Stanz-, Zieh- und Biegerolltechnologie. In 250 Fahrzeugmodellen von 45 Marken werden jährlich rund 120 Mio. Voit-Teile verbaut.

## Unternehmensstruktur und Standorte
- Voit Automotive Werk 1+ 2, Gründung: 1947, Mitarbeiter: ca. 820 Mitarbeiter, St. Ingbert, Deutschland
- VOIT Automotive Werk 3, St. Ingbert (ehemals BTI), Gründung: 2008, ca. 120 Mitarbeiter, St. Ingbert, Deutschland
- Fonderie Lorraine, Gründung: 1995, ca. 420 Mitarbeiter, Grosbliederstroff, Frankreich